# 3 Draconis
3 Draconis är en orange jätte i stjärnbilden Draken.
3 Dra har visuell magnitud +5,31 och är synlig för blotta ögat vid någorlunda god seeing. Den befinner sig på ett avstånd av ungefär 600 ljusår.